# Geraniaceae
Famille
Classification APG III (2009)
La famille des Geraniaceae (Géraniacées) est constituée de plantes dicotylédones ; elle comprend environ 800 espèces réparties en 3 à 7 genres.
Ce sont des plantes herbacées, des arbrisseaux ou des arbustes, principalement des régions tempérées à subtropicales. C'est une famille subcosmopolite.
Pour Albers et Van der Walt (2010), la famille des Geraniaceae rassemble environ 835 espèces, réparties en cinq genres : Geranium, Pelargonium, Erodium, Hypseocharis et Monsonia.
Le genre Geranium comporte plus de 440 espèces, distribuées pour l'essentiel dans les régions tempérées de l'hémisphère nord, alors que la grande majorité des Pelargonium sont originaires d'Afrique, en particulier d'Afrique du Sud.

## Dénomination

### Étymologie
Le nom vient du genre type Geranium, dérivé du grec γερανιον / geranion, de même sens, lui-même dérivé de γερανος / geranos « grue (oiseau) », en raison de la fleur dont le style est accrescent, le fruit évoquant le bec des grues. Aux XVIIe et XVIIIe siècles, le terme « bec de Grue » était d'ailleurs communément employé en français dans ce sens (notamment dans le Dictionnaire de Trévoux).

Mais selon François Couplan : 

« la plante que nous connaissons sous le nom de « bec-de-grue » appartient en fait au genre Erodium. Il serait donc plus logique de l'appeler « bec-de-héron ». »

Enfin selon Maarten et al. le nom « Herbe à Robert », Geranium robertianum, aurait été nommé par Linné pour se moquer de l'un de ses élèves qui ne se lavait pas correctement et dégageait une odeur aussi fétide que la plante. Cependant ce nom vernaculaire semble bien antérieur à Linné et ferait plutôt référence Saint Ruprecht (ou Robert) de Salzbourg († 718), en référence aux propriétés médicinales de la plante.

### Histoire de la nomenclature et des noms vernaculaires
Dans son ouvrage Geranium and Pelargonium (2002), Maria Lis-Balchin s'attarde longuement sur les confusions entre Geranium et Pelargonium faites par le grand public, les vendeurs de jardineries et les aromathérapeutes. Elle rappelle que les Pelargonium qui sont originaires d'Afrique du Sud ont été introduits en Europe dès le XVIIe siècle et qu'ils sont utilisés comme plante ornementale. Elle cite des ouvrages sur les Pelargonium portant le titre de "Geranium" ou les nombreuses appellations inappropriées d'huile essentielle de géranium dans les ouvrages d'aromathérapie.
Ces multiples erreurs qui semblent tellement insupportables au botaniste, sont pourtant mieux compréhensibles si l'on regarde l'histoire de la terminologie avec un œil de linguiste.
- Avant Linné

En Europe, les naturalistes d'avant le XVIIIe siècle ont décrit les nombreux géraniums qui croissent spontanément en Europe. Ainsi en est-il, de Pline (au Ier siècle) qui décrit trois géraniums à Jean Bauhin (1541-1612) dans Historia plantarum (1651) qui décrit et illustre plusieurs géraniums sauvages.

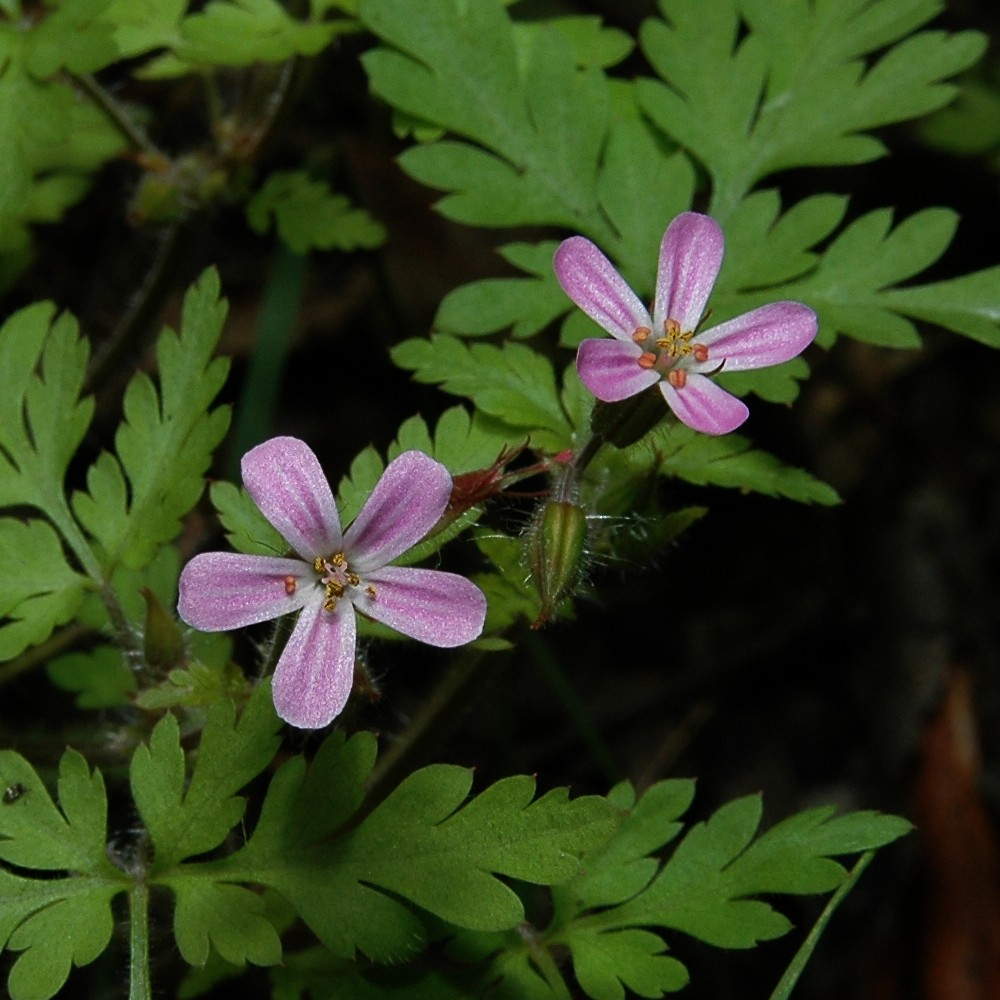
Geranium robertianum, espèce européenne

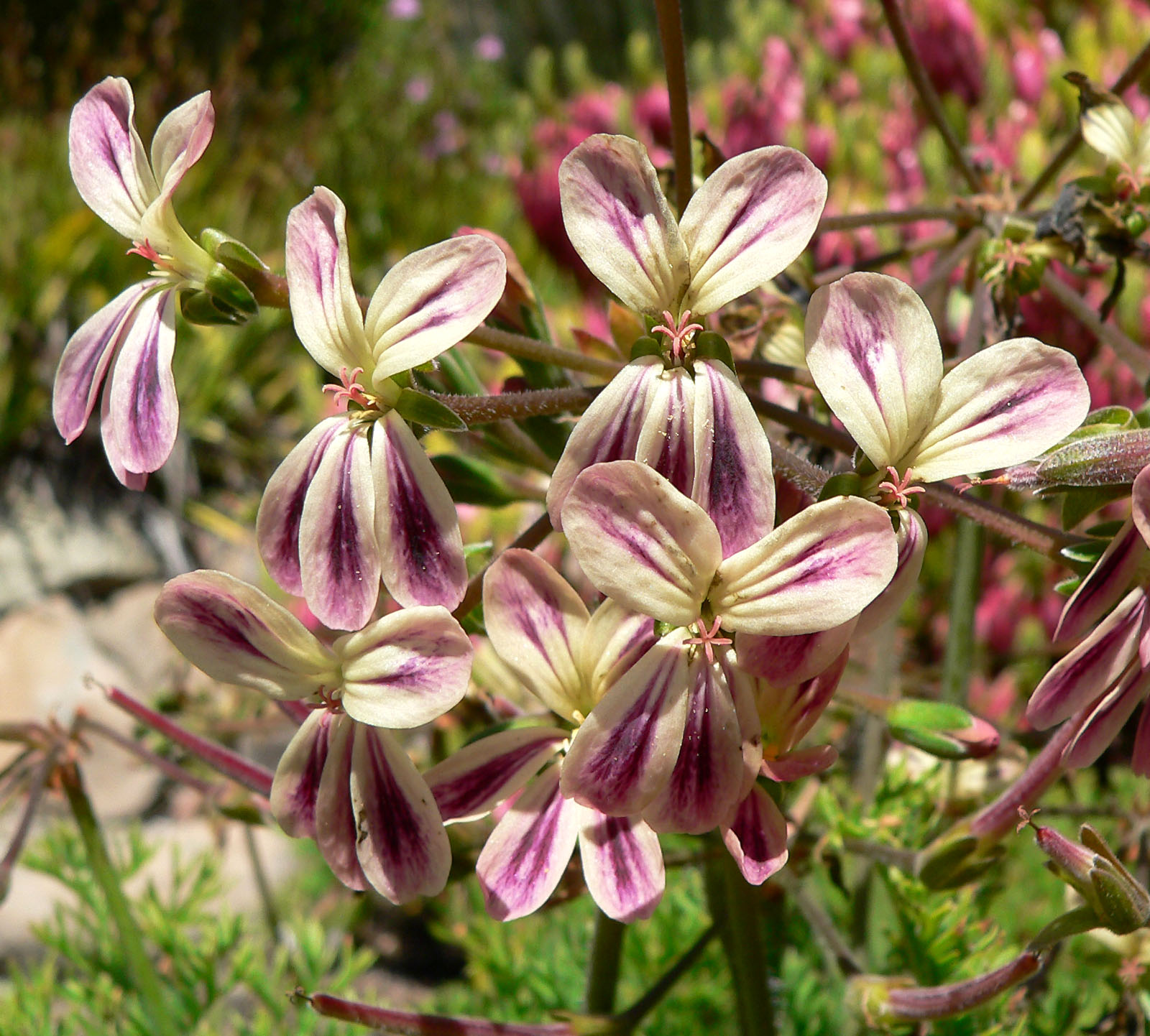
Pelargonium triste le premier pélargonium à être cultivé en Europe

Au XVe siècle, à l'âge des grandes découvertes, les Européens se livrent à l'exploration intensive de notre planète. La première plante apparentée aux géraniums qu'ils ramènent  du Cap de Bonne-Espérance arriva à Leyde avant 1600 et fut appelée Geranium Indicum puis Geranium triste en raison de la pâleur jaunâtre de ses pétales. Elle fut rattachée aux géraniums parce que son fruit en forme de long bec, se dissocie en cinq parties (méricarpes) à maturité, comme le font les géraniums européens. Elle fut enregistrée comme une plante venant d'Inde, probablement parce qu'elle fut rapportée par un navire provenant de ce pays et faisant escale au Cap. D'abord cultivée en Hollande, elle apparaît ensuite dans le catalogue de plantes du pépiniériste parisien René Morin en 1621, puis chez Tradescant à Londres en 1631.
Lorsque Linné fait la synthèse des travaux de botanique de son temps (dans Species plantarum, 1735), il rassemble sous le genre de Geranium, 39 espèces différentes qu'il inclut dans la classe des Monadelphia-Decandria (étamines soudées par leur filet, 10 étamines). Il subdivise le genre Geranium en 3 sous-classes :
1. la classe « à 7 étamines fertiles » rassemble 20 espèces africaines (comme Geranium triste)
2. la classe  « à 5 étamines fertiles » rassemble 3 espèces (comme Geranium cicutarium)
3. la classe « à 10 étamines fertiles » rassemble 15 espèces pour la plupart européennes (comme Geranium robertianum).

- L'usage des termes dans la langue commune

Déjà depuis deux siècles, le terme de latin scientifique geranium était entré dans le vocabulaire général du français, sous la même forme (sans accent sur le e), en concurrence avec l'autre terme de la langue commune, « Bec de Cigogne » (voir l' Histoire des plantes du poète Guillaume Guéroult 1507-1569),. Le nom vulgaire « geranium » (à l'époque sans accent), qui reflétait prudemment les connaissances scientifiques de l'époque, s'employait donc légitimement pour désigner les géraniums sauvages d'Europe, mais aussi les géraniums introduits en nombre de plus en plus grand d'Afrique du Sud. La première espèce africaine (Geranium Africanum) fut introduite en Hollande, en France puis en Angleterre au début du XVIIe siècle. Un siècle plus tard, les ancêtres des trois principaux groupes des géraniums horticoles modernes, le Zonal, le Géranium-lierre, et le Regal, étaient arrivés en Hollande.
Un jeune collecteur des jardins de Kew, Francis Masson, envoyé au Cap en 1772, fut responsable pendant 20 ans, de l'introduction d'un grand nombre de nouvelles espèces,. Au XIXe siècle, avec le succès de plus en plus grand des jardins d'agrément, l'usage du terme de « geranium » va s'implanter durablement dans la langue commune, à une époque où les botanistes peinent à s'entendre sur la terminologie savante.

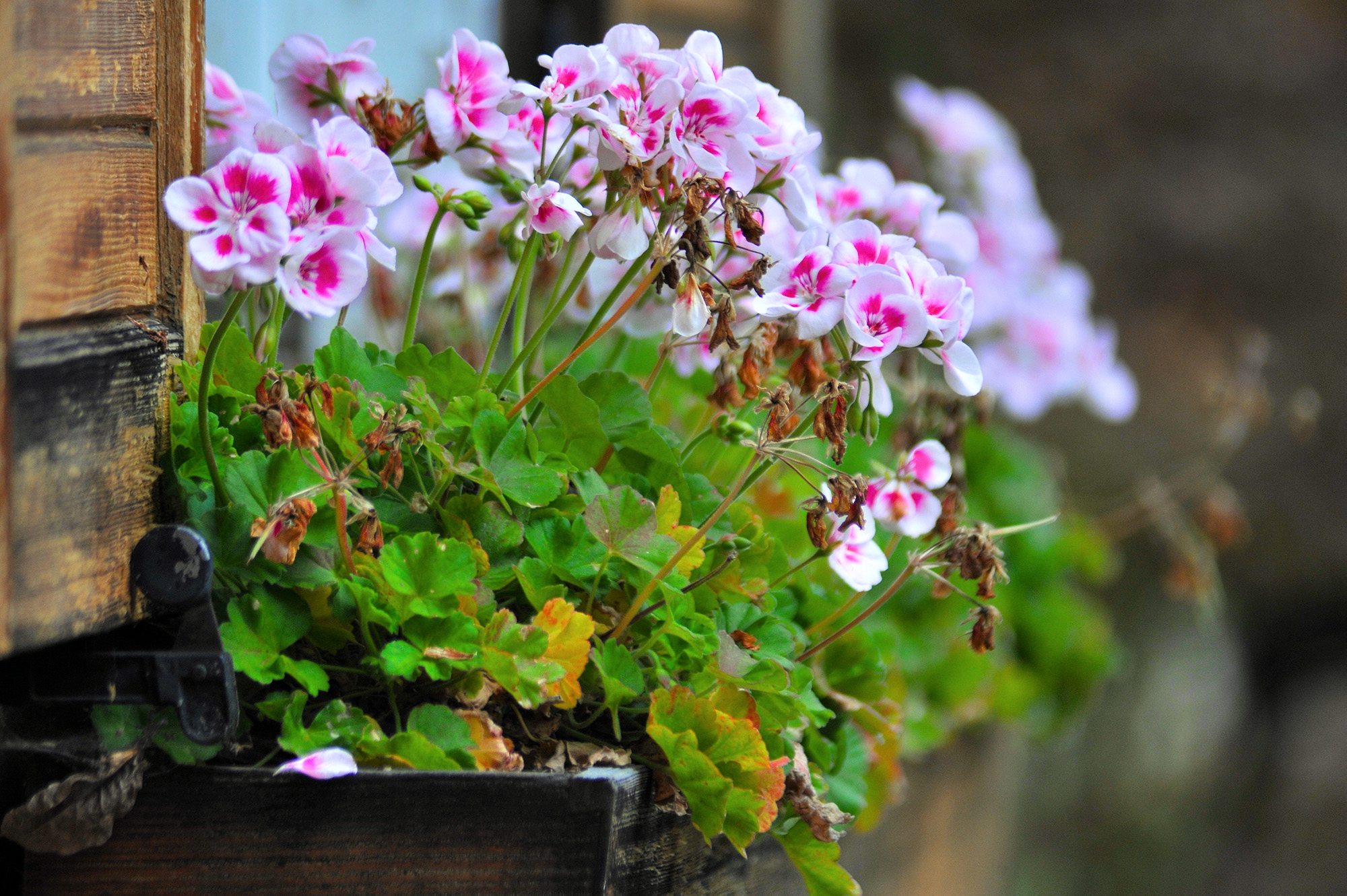
Géranium hybride à feuilles zonées, ou géranium des balcons

Au XVIIe siècle, le romancier et lexicographe, Furetière (1619-1688) dans son Dictionnaire (publié à titre posthume en 1690) privilégie l'emploi de bec de Grue ou de Cicogne pour désigner le Geranium. L' « Herbe à Robert, herba Roberti, Geranium Robertianum, est une espèce de bec de Grue fort commune à la campagne » dit-il. Il remarque aussi que « l'Afrique paroit être plus féconde en Geranium que toutes les autres parties du monde ». Au siècle suivant, le Dictionnaire de l'Académie française de 1798, francise complètement le terme (en l'accentuant) dans l'entrée géranium (pluriel géranioms) qu'il indique synonyme de bec de grue.
Dans la langue commune, c'est l'usage qui détermine la norme ; les lexicographes ne font qu'entériner les emplois les plus fréquents des mots et expressions. Dans la langue scientifique, ce sont des décisions académiques prises en fonction des connaissances de l'époque qui déterminent la nomenclature. Les botanistes créent de toutes pièces des noms de taxons nouveaux alors que jamais les lexicographes ne font de création lexicale. La langue parlée évolue continument et lentement par un effet d'inertie lié à l'usage d'expressions partagées par des millions de personnes. La lexicographie ne fait que filtrer la profusion des usages pour maintenir une cohérence globale et puis paradoxalement, une fois publié, le dictionnaire devient une norme pour les usagers. La langue scientifique évolue par à-coups car elle dépend de la décision de petits comités de spécialistes ou de congrès. Pendant des siècles, la connaissance botanique n'était accessible que difficilement par de petits cercles de savants et se ne diffusait que très peu et très lentement dans la société.
Actuellement, la plupart des jardiniers, amateurs ou professionnels, savent parfaitement que les géraniums de balcons sont des Pelargonium mais ils sont réticents à employer ce terme qu'ils trouvent trop pédant[non neutre]. Le terme n'est pas senti comme faisant pleinement partie de la langue commune et demeure encore marqué comme savant.[réf. nécessaire]
- Reconstruction normalisée de la nomenclature scientifique

Il a fallu attendre 1867 pour que les Lois de la nomenclature botanique soient définies par De Candolle lors du Congrès international de botanique de Paris. Elles devinrent au XXe siècle, le Code International de Nomenclature Botanique, révisé régulièrement à chaque congrès (le dernier s'est fait en 2011, Code de Melbourne). C'est donc à partir de ces règles qu'est reconstruite l'« histoire » de la nomenclature. Si un linguiste devait écrire une histoire de l'usage des termes botaniques dans les diverses petites communautés de savants à travers le monde, il obtiendrait quelque chose de très différent de ce qui fait sous la contrainte de ces règles du code de nomenclature qui sont là précisément pour élaguer la prolifération anarchique de la terminologique savante.
De nombreux botanistes contemporains de Linné ont cherché à dépasser les principes formels linnéens basés sur l'examen des étamines et du pistil qui avaient permis au maître de classer et nommer si élégamment et si facilement les milliers de plantes connues. Ils voulaient trouver des critères permettant de définir des classes naturelles de plantes. Et ce n'est que rétrospectivement que le Code International de Nomenclature Botanique (de 1905) a désigné l'ouvrage de Antoine-Laurent de Jussieu, intitulé Genera Plantarum (4 août 1789) comme le document initial pour les noms de famille. Dans cet ouvrage en latin, A-L. Jussieu décrit 100 ordines naturales qui correspondent approximativement à ce qui est appelé actuellement familles. L'ordre XIII, Gerania, qu'en français, il nomme famille des "géraines" correspond à la famille des Geraniaceae Juss.
Dès 1788, Charles L'Héritier (dans Geraniologia, grand texte inachevé) proposa de séparer le genre Geranium de Linné en trois genres : le nouveau genre, appelé Pelargonium, regroupe les espèces possédant une corolle irrégulière (zygomorphe) et le nouveau genre Erodium, regroupe les espèces dont les filets des capsules sont barbus et en spirale. Restaient sous le genre Geranium, les espèces à corolle régulière (actinomorphe).
Mais à cette époque, comme il n'y avait pas d'institution internationale, permettant aux botanistes de s'entendre sur les règles de nomenclature, les désaccords entre botanistes étaient nombreux. Par exemple, le botaniste suédois, Thunberg, qui demeura trois ans dans la colonie hollandaise  du Cap pour y étudier la flore (Flora Capensis, 1818), ignora aussi bien le terme de Pelargonium, que les familles de Jussieu, peut-être par fidélité envers son maître Linné. Par contre, William Aiton dans Hortus Kewensis (1789) qui adopte les genres de L'Héritier, Erodium et Pelargonium, garde la classe linnéenne de Monadelphia-Heptandria et ignore la famille des Gerania de Jussieu. La proposition de L'Héritier ne fut acceptée qu'au siècle suivant grâce aux travaux de Karl Ludwig Wildenow et d'Augustin Pyrame de Candolle (cf Classification de Candolle mise en pratique dans Prodromus Systematis Naturalis Regni Vegetabilis édition 1824-1873, voir Gallica Prodomus).
La confusion terminologique ne fit que croître au cours du XIXe siècle, avec le nombre considérable de nouvelles espèces décrites, l'accroissement du nombre de chercheurs et de publications. En 1905, la commission de rédaction des Règles internationale de la nomenclature botanique, reconnait que « tout cela a contribué...à transformer la nomenclature en un véritable chaos ».
Les jardiniers qui pour communiquer entre eux ne pouvaient attendre que les botanistes se mettent enfin d'accord, continuaient prudemment à parler de  « géraniums des balcons ».
La première moitié du XXe siècle fut très favorable à l'établissement d'une nomenclature universelle mais la méthodologie taxonomique avait encore de gros points faibles. Au milieu du siècle commença une véritable révolution méthodologique et conceptuelle en systématique avec la prise en compte de la théorie de l'évolution darwinienne. Les taxonomies devaient tenir compte des séquences évolutives. L'application aux plantes de la méthode d'analyse cladistique de W. Hennig, associée au développement des techniques de la biologie moléculaire et de l'informatique a rapidement produit des résultats importants. Les botanistes systématiciens, organisés en un réseau international dynamique, l'Angiosperm Phylogeny Group (ou APG), analysèrent par la méthode cladistique, des centaines de séquences de gènes d’espèces représentatives. Nombre de genres sont alors passés d'une famille à l'autre. Ce n'est pas le cas des Geranium et des Pelargonium. Par contre les taxons supérieurs aux Geraniaceae sont devenus l'ordre des Geraniales, le super-ordre des Rosanae et la classe des Magnoliopsida.
- La langue commune

Certes la langue commune est très conservatrice, mais quand pendant des siècles un seul et même terme sert à désigner toujours la même espèce, tout le monde peut se comprendre et peu importe la motivation lexicale au moment de la création du mot.
Il n'est pas imaginable que la langue commune ait cherché à suivre la nomenclature botanique pour désigner l'espèce de chrysanthème à la base du « chrysanthème des fleuristes », Chrysanthemum indicum L., car, si on se réfère à the Plant List, cette espèce a reçu 30 dénominations différentes : Bidens marginata DC, Chrysanthemum japonicum Thunb., etc.

## Description

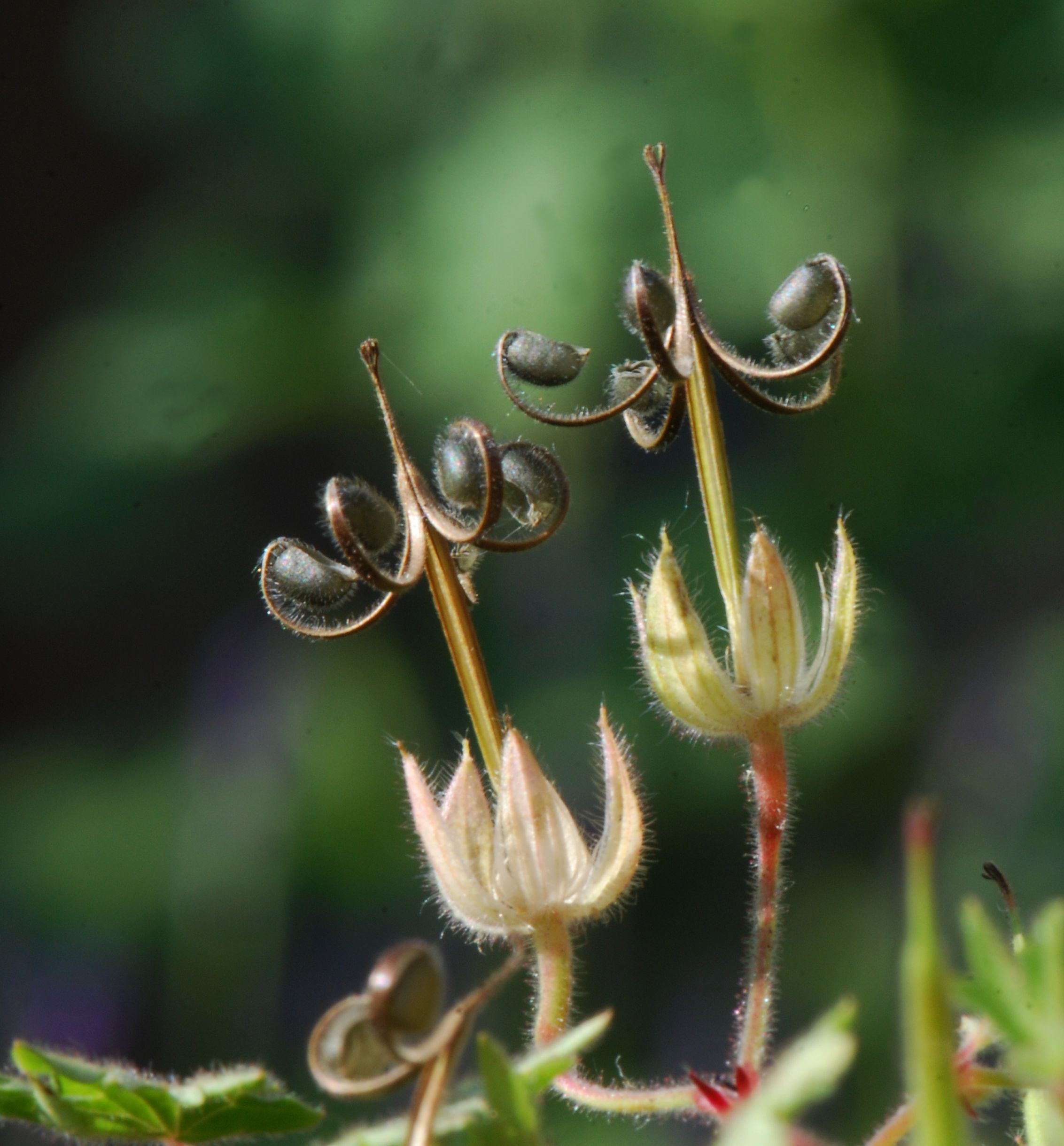
Fruit de Geranium rotundifolium

Les Geraniaceae sont les plantes herbacées ou parfois des arbustes, possédant des feuilles opposées ou alternes, lobées-palmées ou composées.
Les inflorescences sont généralement des pseudo-ombelles ou bien les fleurs sont solitaires Les fleurs pentamères sont actinomorphes ou zygomorphes. Les 5 sépales et les 5 pétales sont généralement libres. Les étamines sont au nombre de 5, 10 ou 15, parfois avec certaines stériles. Le gynécée est formé par 5 carpelles et le style comporte 5 branches stigmatiques (sauf pour Hypeocharis).
Le fruit schizocarpique est formé à partir des 5 carpelles accolés qui se séparent de manière élastique à maturité autour d'un axe central (nommé le bec ou rostrum) sauf pour les Hypseocharis qui ne sont pas reliés par un axe central.
Les espèces du genre Geranium ont des fleurs à symétrie radiale (actinomorphe, à 5 pétales identiques, libres) et 10 étamines fertiles.
Les espèces du genre Pelargonium ont des fleurs à symétrie bilatérale (zygomorphe), formées de 5 pétales inégaux (2 pétales supérieurs et 3 pétales inférieurs) et de 5 sépales dont un transformé en éperon nectarifère.
Les Geranium, Pelargonium et Erodium ont 10 étamines (5+5) dont la fertilité varie selon le genre : toutes les 10 sont fertiles chez les Geranium, seulement 5 chez les Erodium et entre 2 et 7 chez les Pelargonium.

## Utilisation
L'usage traditionnel principal des Geranium est en herboristerie alors que des Pelargonium est extrait une huile essentielle utilisée en parfumerie, cosmétique et aromathérapie. Quelques Geranium vivaces (comme Geranium sanguineum) sont parfois cultivés en pleine terre dans les jardins des régions tempérées mais sont beaucoup moins répandus que les "géraniums des fleuristes" qui dérivent des Pelargonium, et qui sont non rustiques en régions tempérées. Ces cultivars de Pelargonium, très largement utilisés en horticulture, sont connus sous le nom de « géraniums » pour des raisons historiques, ce nom leur ayant été attribué dès le XVIIe siècle, soit plusieurs siècles avant que les botanistes ne s'accordent unanimement sur le classement parmi les Pelargonium.

## Classification
La classification phylogénétique APG II (2003) ajoute, optionnellement, à cette famille, le genre Hypseocharis. Sinon, celui-ci est placé dans la famille particulière des Hypseocharitaceae.
En classification phylogénétique APG III (2009), qui n'a jamais recours à des options, le genre Hypseocharis est inclus dans cette famille.

## Liste des genres
La classification phylogénétique APG III (2009) inclut dans cette famille les genres précédemment placés dans la famille Hypseocharitaceae. Le genre Hypseocharis pour être précis.
Selon Angiosperm Phylogeny Website (31 mai 2010) :
- Erodium L'Her. ex Aiton
- Geranium L.
- Hypseocharis (es) J.Remy
- Monsonia L. (anciennement Sarcocaulon)
- Pelargonium L'Her. ex Aiton
- Rhynchotheca Ruiz & Pavon
- Sarcocaulon (es) (DC.) Sweet

Selon NCBI (31 mai 2010) (Plus conforme à APGIII puisqu'il incorpore les genres Hypseocharis anciennement dans Hypseocharitaceae) :
- California
- Erodium
- Geranium
- Hypseocharis (anciennement dans Hypseocharitaceae)
- Monsonia
- Pelargonium
- Sarcocaulon

Selon DELTA Angio (31 mai 2010) :
- Erodium
- Geranium
- Monsonia
- Pelargonium
- Sarcocaulon

Selon Albers et Van der Walt
- Erodium
- Geranium
- Monsonia
- Pelargonium
- Hypseocharis

Ils proposent la clé des genres suivante :
| Clé des genres |                         |
| 1. style simple, stigmate capité, fruit sans bec - style terminé par un stigmate ramifié, fruit à bec                | 1. Hypseocharis 2       |
| 2. fleurs avec hypanthium et tube nectarifère à l'intérieur - fleurs sans hypanthium et sans tube nectarifère        | 5. Pelargonium 3        |
| 3. étamines parfaites : 5, fleurs actinomorphes ou zygomorphes - étamines parfaites : 10 ou 15, fleurs actinomorphes | 4 5                     |
| 4. étamines libres -chaque étamine groupée avec deux staminodes et connée avec eux à la base                         | 3. Erodium 4. Monsonia  |
| 5. étamines parfaites 10, libres - étamines parfaites 15, connées à la base                                          | 2. Geranium 4. Monsonia |

Selon ITIS (31 mai 2010) :
- Erodium L'Hér. ex Ait.
- Geranium L.
- Pelargonium L'Hér. ex Ait.

## Liste des espèces
Selon NCBI (31 mai 2010) :
- genre California
  - California macrophylla
- genre Erodium
  - Erodium absinthoides
  - Erodium acaule
  - Erodium aguilellae
  - Erodium alnifolium
  - Erodium alpinum
  - Erodium antariense
  - Erodium arborescens
  - Erodium asplenioides
  - Erodium astragaloides
  - Erodium aureum
  - Erodium beketowii
  - Erodium boissieri
  - Erodium botrys
  - Erodium brachycarpum
  - Erodium carolinianum
  - Erodium carvifolium
  - Erodium cassonii
  - Erodium cazorlanum
  - Erodium cedrorum
  - Erodium chium
  - Erodium chrysanthum
  - Erodium ciconium
  - Erodium cicutarium
  - Erodium corsicum
  - Erodium cossonii
  - Erodium crassifolium
  - Erodium crinitum
  - Erodium cygnorum
  - Erodium daucoides
  - Erodium foetidum
  - Erodium gaillardotii
  - Erodium geoides
  - Erodium glandulosum
  - Erodium glaucophyllum
  - Erodium gruinum
  - Erodium guicciardii
  - Erodium guttatum
  - Erodium hoefftianum
  - Erodium jahandiezianum
  - Erodium janszii
  - Erodium laciniatum
  - Erodium lucidum
  - Erodium macrocalyx
  - Erodium malacoides
  - Erodium manescavi
  - Erodium maritimum
  - Erodium moschatum
  - Erodium mouretii
  - Erodium nervulosum
  - Erodium oxyrhynchum
  - Erodium paularense
  - Erodium pelargoniflorum
  - Erodium recoderi
  - Erodium reichardii
  - Erodium rupestre
  - Erodium rupicola
  - Erodium ruthenicum
  - Erodium sanguis-christi
  - Erodium sebaceum
  - Erodium stephanianum
  - Erodium tataricum
  - Erodium texanum
  - Erodium tordilioides
  - Erodium touchyanum
  - Erodium trichomanifolium
  - Erodium trifolium
  - Erodium ×variabile
- genre Geranium
  - Geranium aculeolatum
  - Geranium albanum
  - Geranium arboreum
  - Geranium argenteum
  - Geranium asphodeloides
  - Geranium atlanticum
  - Geranium austroapenninum
  - Geranium bicknellii
  - Geranium biuncinatum
  - Geranium bohemicum
  - Geranium brasiliense
  - Geranium brevicaule
  - Geranium brycei
  - Geranium californicum
  - Geranium carolinianum
  - Geranium cataractarum
  - Geranium cazorlense
  - Geranium cinereum
  - Geranium columbinum
  - Geranium core-core
  - Geranium costaricense
  - Geranium crenophilum
  - Geranium cuneatum
  - Geranium dahuricum
  - Geranium dalmaticum
  - Geranium dissectum
  - Geranium divaricatum
  - Geranium dolomiticum
  - Geranium endressii
  - Geranium erianthum
  - Geranium eriostemon
  - Geranium gardneri
  - Geranium gracile
  - Geranium gymnocaulon
  - Geranium hanaense
  - Geranium himalayense
  - Geranium homeanum
  - Geranium ibericum
  - Geranium kauaiense
  - Geranium knuthii
  - Geranium koraiense
  - Geranium koreanum
  - Geranium krameri
  - Geranium kurdicum
  - Geranium lanuginosum
  - Geranium libani
  - Geranium lucidum
  - Geranium macrorrhizum
  - Geranium maderense
  - Geranium microphyllum
  - Geranium molle
  - Geranium multiflorum
  - Geranium nanum
  - Geranium nepalense
  - Geranium nodosum
  - Geranium ocellatum
  - Geranium palmatum
  - Geranium peloponnesiacum
  - Geranium phaeum
  - Geranium platypetalum
  - Geranium potentilloides
  - Geranium pratense
  - Geranium pusillum
  - Geranium pyrenaicum
  - Geranium reflexum
  - Geranium renardii
  - Geranium retrorsum
  - Geranium richardsonii
  - Geranium robertianum
  - Geranium rotundifolium
  - Geranium sanguineum
  - Geranium sessiliflorum
  - Geranium shikokianum
  - Geranium sibiricum
  - Geranium sintenisii
  - Geranium soboliferum
  - Geranium solanderi
  - Geranium subulatostipulatum
  - Geranium sylvaticum
  - Geranium thunbergii
  - Geranium traversii
  - Geranium tripartitum
  - Geranium tuberosum
  - Geranium vulcanicola
  - Geranium wilfordii
  - Geranium ×cantabrigiense
  - Geranium yedoense
  - Geranium yeoi
- genre Hypseocharis
  - Hypseocharis bilobata
  - Hypseocharis pimpinellifolia
- genre Monsonia
  - Monsonia angustifolia
  - Monsonia attenuata
  - Monsonia brevirostrata
  - Monsonia camdeboensis
  - Monsonia ciliata
  - Monsonia crassicaulis
  - Monsonia deserticola
  - Monsonia emarginata
  - Monsonia flavescens
  - Monsonia glauca
  - Monsonia grandifolia
  - Monsonia heliotropioides
  - Monsonia ignorata
  - Monsonia inermis
  - Monsonia luederitziana
  - Monsonia marlothii
  - Monsonia mossamedensis
  - Monsonia multifida
  - Monsonia natalensis
  - Monsonia nivea
  - Monsonia parvifolia
  - Monsonia patersonii
  - Monsonia praemorsa
  - Monsonia salmoniflora
  - Monsonia senegalensis
  - Monsonia speciosa
  - Monsonia umbellata
  - Monsonia vanderietiae
- genre Pelargonium
  - Pelargonium 'socotrana'
  - Pelargonium abrotanifolium
  - Pelargonium acetosum
  - Pelargonium aciculatum
  - Pelargonium acraeum
  - Pelargonium aestivale
  - Pelargonium album
  - Pelargonium alchemilloides
  - Pelargonium alpinum
  - Pelargonium alternans
  - Pelargonium althaeoides
  - Pelargonium anceps
  - Pelargonium anethifolium
  - Pelargonium antidysentericum
  - Pelargonium appendiculatum
  - Pelargonium aridum
  - Pelargonium aristatum
  - Pelargonium articulatum
  - Pelargonium asarifolium
  - Pelargonium auritum
  - Pelargonium australe
  - Pelargonium barklyi
  - Pelargonium betulinum
  - Pelargonium boranense
  - Pelargonium bowkeri
  - Pelargonium buysii
  - Pelargonium caespitosum
  - Pelargonium caffrum
  - Pelargonium caledonicum
  - Pelargonium candicans
  - Pelargonium capillare
  - Pelargonium capitatum
  - Pelargonium carneum
  - Pelargonium carnosum
  - Pelargonium caroli-henrici
  - Pelargonium caucalifolium
  - Pelargonium caylae
  - Pelargonium citronellum
  - Pelargonium columbinum
  - Pelargonium confertum
  - Pelargonium connivens
  - Pelargonium coronopifolium
  - Pelargonium cortusifolium
  - Pelargonium cotyledonis
  - Pelargonium crassicaule
  - Pelargonium crithmifolium
  - Pelargonium cucullatum
  - Pelargonium dasyphyllum
  - Pelargonium denticulatum
  - Pelargonium desertorum
  - Pelargonium dichondrifolium
  - Pelargonium dolomiticum
  - Pelargonium drummondii
  - Pelargonium echinatum
  - Pelargonium elegans
  - Pelargonium ellaphieae
  - Pelargonium elongatum
  - Pelargonium endlicherianum
  - Pelargonium erodioides
  - Pelargonium exhibens
  - Pelargonium exstipulatum
  - Pelargonium fasciculaceum
  - Pelargonium fergusoniae
  - Pelargonium filicaule
  - Pelargonium fissifolium
  - Pelargonium flabellifolium
  - Pelargonium frutetorum
  - Pelargonium fulgidum
  - Pelargonium fumariifolium
  - Pelargonium gibbosum
  - Pelargonium glabriphyllum
  - Pelargonium glechomoides
  - Pelargonium grandicalcaratum
  - Pelargonium grandiflorum
  - Pelargonium graveolens
  - Pelargonium grenvilleae
  - Pelargonium griseum
  - Pelargonium grossularioides
  - Pelargonium havlasae
  - Pelargonium hermaniifolium
  - Pelargonium hirtum
  - Pelargonium hispidum (sv)
  - Pelargonium hypoleucum
  - Pelargonium hystrix
  - Pelargonium incarnatum
  - Pelargonium incrassatum
  - Pelargonium inodorum
  - Pelargonium inquinans
  - Pelargonium iocastum
  - Pelargonium ionidiflorum
  - Pelargonium karooicum
  - Pelargonium laevigatum
  - Pelargonium lanceolatum
  - Pelargonium lateripes
  - Pelargonium laxum
  - Pelargonium leipoldtii
  - Pelargonium leptum
  - Pelargonium leucophyllum
  - Pelargonium littorale
  - Pelargonium lobatum
  - Pelargonium longicaule
  - Pelargonium longiflorum
  - Pelargonium luridum
  - Pelargonium luteolum
  - Pelargonium luteum
  - Pelargonium magenteum
  - Pelargonium minimum
  - Pelargonium mollicomum
  - Pelargonium moniliforme
  - Pelargonium multibracteatum
  - Pelargonium multiradiatum
  - Pelargonium mutans
  - Pelargonium myrrhifolium
  - Pelargonium nanum
  - Pelargonium nervifolium
  - Pelargonium oblongatum
  - Pelargonium otaviense
  - Pelargonium ovale
  - Pelargonium paniculatum
  - Pelargonium papillionaceum
  - Pelargonium parvipetalum
  - Pelargonium patulum
  - Pelargonium peltatum
  - Pelargonium petroselinifolium
  - Pelargonium pinnatum
  - Pelargonium praemorsum
  - Pelargonium proliferum
  - Pelargonium pseudofumarioides
  - Pelargonium pulchellum
  - Pelargonium pulverulentum
  - Pelargonium punctatum
  - Pelargonium quarciticola
  - Pelargonium quercetorum
  - Pelargonium quercifolium
  - Pelargonium quinquelobatum
  - Pelargonium radens
  - Pelargonium radiatum
  - Pelargonium ranunculophyllum
  - Pelargonium rapaceum
  - Pelargonium redactum
  - Pelargonium reflexipetalum
  - Pelargonium reniforme
  - Pelargonium rotundipetalum
  - Pelargonium scabrum
  - Pelargonium schizopetalum
  - Pelargonium senecioides
  - Pelargonium sericifolium
  - Pelargonium setulosum
  - Pelargonium sibthorpifolium
  - Pelargonium spinosum
  - Pelargonium stipulaceum
  - Pelargonium sublignosum
  - Pelargonium suburbanum
  - Pelargonium tenuicaule
  - Pelargonium ternatum
  - Pelargonium ternifolium
  - Pelargonium tetragonum
  - Pelargonium tomentosum
  - Pelargonium tongaense
  - Pelargonium torulosum
  - Pelargonium tragacanthoides
  - Pelargonium transvaalense
  - Pelargonium triandrum
  - Pelargonium tricolor
  - Pelargonium trifidum
  - Pelargonium triphyllum
  - Pelargonium triste
  - Pelargonium undulatum
  - Pelargonium vinaceum
  - Pelargonium violifloreum
  - Pelargonium vitifolium
  - Pelargonium whytei
  - Pelargonium worcesterae
  - Pelargonium ×hortorum
  - Pelargonium xerophyton
  - Pelargonium zonale
- genre Sarcocaulon
  - Sarcocaulon crassicaule
  - Sarcocaulon vanderietiae